# تیزشاخ گوش‌پشمی
تیزشاخ گوش‌پشمی (نام علمی: Oryx beisa callotis) نام یک زیرگونه از گونه تیزشاخ آفریقای شرقی است.